# Noël Rouveyrolis
Noël Rouveyrolis, dit Noël le Gaulois, né le 5 novembre 1863 à Sète, où il est mort en mai 1939 est un lutteur français.

## Carrière
Il est vainqueur au championnat du monde de lutte et d'athlétique, organisé à l'exposition internationale de Bruxelles de 1897,.